# مرز فرهنگی
مرز فرهنگی (به انگلیسی: Cultural region) در دانشهای انسان‌شناسی و جغرافیا مرز یا منطقه ای است که در آن به واکاوی جنبه‌ها و گونه‌های فرهنگ و ارتباط آن با زبانها و مناطق جغرافیایی زندگی اقوام می‌پردازد.فرهنگها معمولاً به یک ناحیه جغرافیایی خاص یا تقسیم بندی از سوی دولت-ملتهای مختلف محدود نمی‌گردند.
یک فرهنگ بزرگ گاهی از اشتراک و اجتماع فرهنگ‌های کوچک شکل می‌گیرد.
می‌توان مرزها را از لحاظ دیگری نیز مورد بررسی قرار داد مانند مرزهای نژادی، مرزهای زبانی و مرزهای مذهبی و...